# Francisco José Pinto
Francisco José Pinto GCA (Santa Maria, Rio Grande do Sul, 2 de março de 1883 — Rio de Janeiro, 8 de maio de 1942) foi um militar brasileiro.

## Biografia
Foi chefe do Estado Maior do Governo Provisório de Getúlio Vargas, de 20 de julho de 1935 a 23 de novembro de 1938, e depois chefe do Gabinete Militar, de 1 de dezembro de 1938 a 18 de setembro de 1942.
A 5 de agosto de 1940 foi agraciado com a Grã-Cruz da Ordem Militar de Avis de Portugal.